# 1696
Cette page concerne l'année 1696  du calendrier grégorien.
L'année 1696 est une année bissextile qui commence un dimanche.

## Événements
- 23 janvier : établissement de la compagnie française du Sénégal (lettres patentes de mars 1696). Les associés entrent en possession de la colonie le 24 juin[1].
- 13 mars : début du siège de fort Jésus à Mombasa par les Omani (fin le 13 décembre 1698)[2].
- 27 mars : les étudiants de l'université de Mexico brûlent l'échafaud de la Plaza de Armas lors d'une émeute que fait réprimer le vice-roi Juan Ortega y Montañés[3].

- 12 juin : le khan de Dzoungarie Galdan, qui a envahi le pays Khalkha, est vaincu par le général mandchou Fei-yang-kou et son artillerie à Zuunmod, près d’Ourga sur la Toola et s’enfuit vers l’ouest avec les survivants de son armée[4].
- 7 juillet : le père jésuite Louis Lecomte publie à Paris Nouveaux mémoires sur l’état de la Chine[5] qui porte la controverse sur les rites chinois>.
- Juillet : René Lepage de Sainte-Claire fonde Rimouski[6].

- 4 août, guerres franco-iroquoises : Frontenac, Callières et Ramezay, avec l'aide de 2 000 soldats, miliciens et Amérindiens, détruisent un village abandonné par les Onontagués (Iroquois) et ravagent toutes les récoltes de ses habitants, près d'Oswego[7].
- 14 août : Pierre Le Moyne d'Iberville attaque le fort Pemaquid (William Henry, Maine) qui capitule le 15 août[8].
- 30 novembre : capitulation de Ferryland. Pierre Le Moyne d'Iberville conquiert Terre-Neuve[9].

- Le Nlaza Pedro IV est élu roi (manicongo) au Congo (fin en 1718). Il reconquiert sa capitale São Salvador en 1709[10].

- Tibet : le régent du dalaï-lama, Sangyé Gyatso fonde le collège médical du Chakpori à Lhassa[11].

- Première expédition russe au Kamtchatka qui passe sous leur domination en 1697[12].

- Les Anglais fortifient leur comptoir commercial à Calcutta en Inde[13].

### Europe
- 21 janvier : Recoinage Act ; passage de l’étalon argent à l’étalon or en Angleterre[14]. La valeur du sterling reste stable jusqu’en 1931, à l’exception de 1797-1816 et 1914-1925.

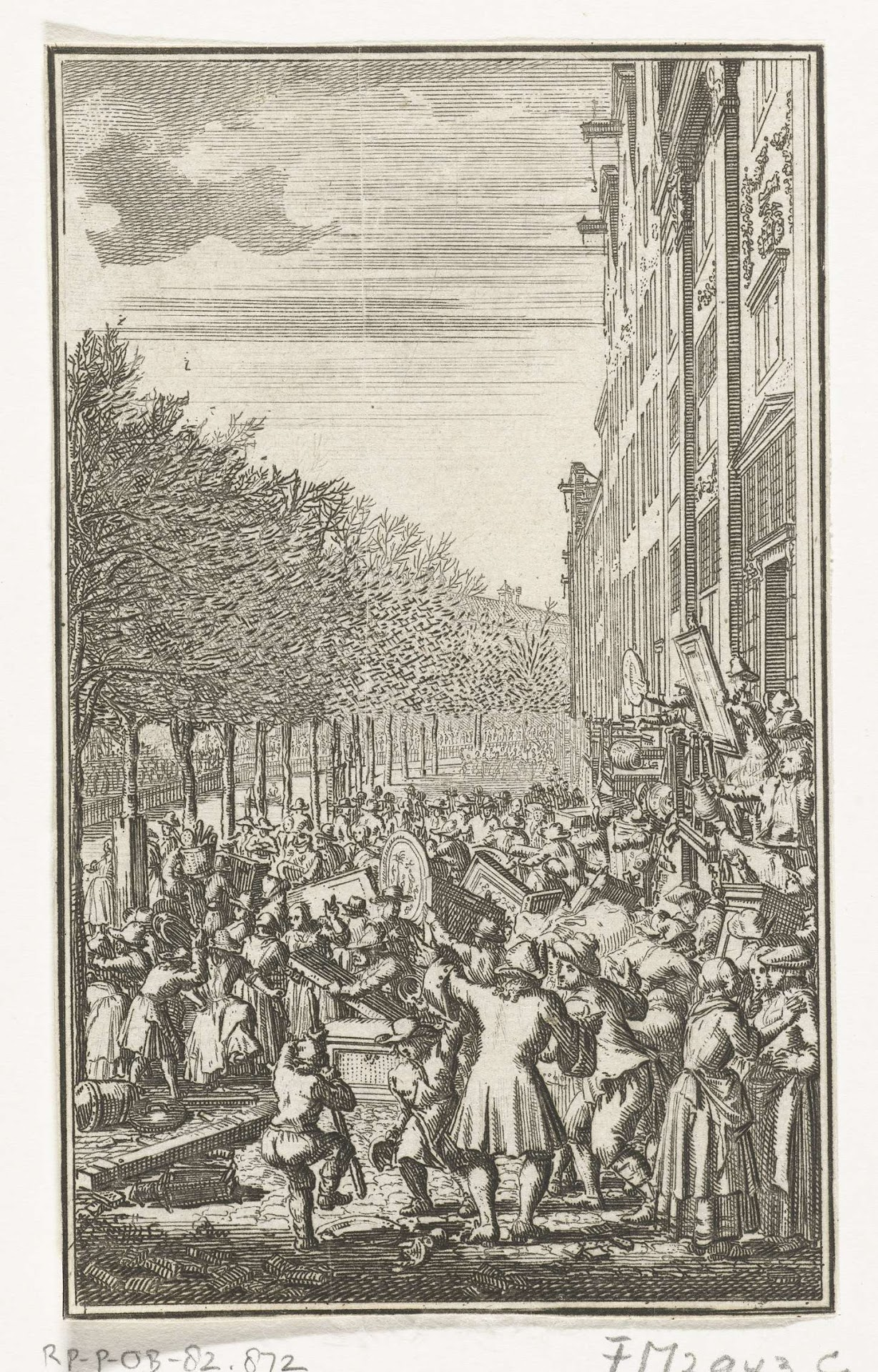
31 janvier : révolte des croquemorts

- 31 janvier - 1er février : Aansprekersoproer (nl), révolte des croquemorts à Amsterdam[15].
- 24 février : découverte d'une conspiration jacobite contre la vie du roi Guillaume III d'Angleterre[16].

- Avril : Pierre le Grand fait construire une flotte à Voronej, dans le bassin du Don. 29 galères sont mises à flot pour la prise d'Azov[17].

- 1er juin : succès de Vendôme contre les Espagnols du prince de Hesse-Darmstadt à Hostalric en Catalogne[18].
- 17 juin : mort du roi de Pologne Jean III Sobieski[19].
- 18 juin : Jean Bart rencontre une flotte hollandaise venant de Baltique sur le Dogger Bank. Il prend cinq vaisseaux de guerre à l’abordage et capture 45 navires de commerce[19].
- 29 juin : traité secret de Turin entre Victor-Amédée II de Savoie et Louis XIV pour la conquête du Milanais[20].

- 28 juillet (18 juillet du calendrier julien) : le tsar Pierre le Grand prend la ville d'Azov aux Ottomans[21]. La ville est peuplée de Russes, de marins et d’artisans occidentaux.

- 20 août : victoire ottomane sur les Impériaux du duc de Saxe à la bataille d'Olasch, sur la Bega, près de Timişoara[22].
- 29 août : traité de Turin entre la France et la Savoie. Louis XIV restitue tous ses états au duc de Savoie, qui change de camp[23].

- 24 septembre : l'armée franco-piémontaise assiège Valenza[19].
- Septembre : le tsar Pierre le Grand établit la première base navale russe à Taganrog[21]. Le 20 octobre du calendrier julien la Douma fonde la flotte russe[24].

- 7 octobre : traité de Vigevano entre le duc de Savoie et les alliés. Armistice en Italie[23].

## Naissances en 1696
- 5 mars : Giambattista Tiepolo peintre et graveur italien († 27 mars 1770).
- 21 avril : Francesco de Mura, peintre italien († 19 août 1782).
- 17 octobre : Auguste III, roi de Pologne († 3 octobre 1763).
- 28 octobre : Le maréchal comte Maurice de Saxe, maréchal général de France.  († 30 novembre 1750).
- 19 novembre : Louis Tocqué, peintre français († 10 février 1772).
- 30 novembre : baptême de Joseph André Cellony, peintre français († 7 février 1746).
- Vers 1696 : Stefano Gherardini, peintre italien  († vers 1756).

## Décès en 1696
- 8 février : Ivan V de Russie (° 6 septembre 1666).
- 17 avril : La Marquise de Sévigné (Marie de Rabutin-Chantal), écrivain française (° 5 février 1626).
- 11 mai : Jean de La Bruyère, écrivain français (° 17 août 1645).
- 17 mai : Antoine d'Aquin, ancien premier médecin du roi et petit-fils d’un rabbin d’Avignon (° 1629).
- 17 juin : Jean III Sobieski, roi de Pologne (° 17 août 1629).
- 22 juillet : Hendrik van Minderhout, peintre de marines néerlandais (° 1632).
- 28 juillet : Charles Colbert de Croissy, administrateur, diplomate et d'État français (° 5 février 1626).
- 21 décembre : Louise Moillon, peintre de natures mortes française (° 1610).
- 28 décembre : Miguel de Molinos, théologien quiétiste espagnol (° 30 juin 1628).
- Date précise inconnue : Jean Richer, astronome et navigateur français, nommé à l'Académie des sciences en 1666 (° 1630).